# Такајуки Моримото
Такајуки Моримото (森本 貴幸 , 7. мај 1988) јапански је професионални фудбалер, који игра на позицији нападача и тренутно наступа за клуб Ависпа Фукуока. Он је најмлађи јапанац који је дебитовао и дао гол у првој јапанској лиги.

## Клупска каријера

### Почетак каријере
Године 1995. Такајуки почиње каријеру у клубу ФК Цудајама, а већ 1998. прелази у тим Токио Верду Јуниор. Након три године прелази у млади тим Токио Верду Јуниора.

### ФК Токио Верди
Дана 13. марта 2004. године, Такајуки је дебитовао за ФК Токио Верди и са 15 година, 10 месеци и 6 дана постао најмлађи дебитант у јапанској лиги.

## Статистика
| Јапан  | Јапан    | Јапан  |
| Година | Утакмице | Голови |
| ------ | -------- | ------ |
| 2009   | 2        | 1      |
| 2010   | 7        | 2      |
| 2011   | 0        | 0      |
| 2012   | 1        | 0      |
| Укупно | 10       | 3      |